# C. Herschel (månekrater)
C. Herschel er et lille nedslagskrater på Månen. Det befinder sig på Månens forside i den vestlige del af Mare Imbrium. Det er opkaldt efter den engelske astronom Caroline Herschel (1750 – 1848).
Navnet blev officielt tildelt af den Internationale Astronomiske Union (IAU) i 1935.

## Omgivelser
Syd-sydvest for C. Herschelkrateret ligger det lignende Heiskrater. C. Herschel ligger over en dorsum i månehavet ved navn Dorsum Heim.

## Karakteristika
Krateret er cirkulært og skålformet og har ikke været udsat for erosion af betydning. Kraterbunden har samme lave albedo som det omgivende mare.

## Satellitkratere
De kratere, som kaldes satellitter, er små kratere beliggende i eller nær hovedkrateret. Deres dannelse er sædvanligvis sket uafhængigt af dette, men de får samme navn som hovedkrateret med tilføjelse af et stort bogstav. På kort over Månen er det en konvention at identificere dem ved at placere dette bogstav på den side af satellitkraterets midte, som ligger nærmest hovedkrateret. C. Herschelkrateret har følgende satellitkratere:
| C. Herschel | Længde  | Bredde  | Diameter |
| ----------- | ------- | ------- | -------- |
| C           | 37,2° N | 32,5° V | 7 km     |
| E           | 34,2° N | 34,7° V | 5 km     |
| U           | 36,2° N | 31,5° V | 3 km     |
| V           | 36,4° N | 33,5° V | 4 km     |

## Måneatlas
- Billeder af C._Herschelkrateret i LPI-måneatlasset